# Czifra Ferenc
Czifra Ferenc (Nagyvárad, 1826. november 1. – Budapest, 1878. május 30.) orvos

## Életpályája
Tanulmányait a kolozsvári Orvos-Sebészeti Intézetben és a pesti orvosi karon végezte, ahol 1853-ban szerzett oklevelet. Sebészként dolgozott a Rókus Kórházban sebész, majd 1854-től az orvosi kar anatómiai tanszékén lett tanársegéd. 1860. március 16-án a leíró és tájbonctan rendes tanárává nevezték ki a kolozsvári sebészi tanintézethez, és június 1-jén megkezdte előadásait. 1868-ban bonctani múzeumot létesített, melyért 400 aranyforint jutalomban részesült. 1871 júniusában tanulmányútra kelt kormányköltségen, melynek tapasztalatait az Orvosi Hetilapban, valamint a hivatalos lapban tette közzé.
A kolozsvári Magyar Királyi Ferenc József Tudományegyetem létrehozásakor a leíró és tájbonctan rendes tanárává nevezték ki; ő lett az Orvostudományi Kar első dékánja.
1875. november 25-től fogva meningo-encephalitis chronica corticalisban szenvedett; ezért nyugdíjazták.